# آیدن شاو
آیدن شاو (انگلیسی: Aiden Shaw) نویسنده، آهنگساز، مدل و بازیگر فیلم‌های همجنسگرایانهٔ پورنوگرافی است. وی در تاریخ ۲۲ فوریهٔ ۱۹۶۶ در منطقه هرو لندن واقع در کشور بریتانیا زاده شد. وی ششمین فرزند از هفت فرزند یک خانوادهٔ کاتولیک ایرلندی بود.

## فعالیت در صنعت پورنوگرافی
وی پس از تغییر نام خانوادگی اش از اوایل دههٔ ۱۹۹۰ میلادی به بازی در فیلم‌های همجنسگرایانهٔ پورنوگرافی پرداخت. از هنگام تاکنون در بیش از ۵۰ فیلم پورنوگرافی بازی کرده‌است. وی اغلب در فیلم‌های کارگردانی به نام چی چی لاریو بازی کرده‌است.